# Haliplus fasciatus
Haliplus fasciatus är en skalbaggsart som beskrevs av Aubé 1838. Haliplus fasciatus ingår i släktet Haliplus och familjen vattentrampare. Inga underarter finns listade i Catalogue of Life.